# Vexillarius
El vexillarius fue una clase de signifer que servía en tiempos de la Antigua Roma en las legiones de sus ejércitos. El deber del vexillarius era portar el vexillum, el estandarte militar en el que figuraban el nombre y el emblema de la legión en la que servían. El vexillum consistía en una pancarta de tela colgada de un palo o lanza. Se empleaba tanto en unidades de infantería como de caballería.

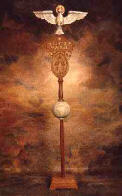
Modelo de vexillum para procesión